# Mary Virginia Carey
Pour les articles homonymes, voir Carey.
Œuvres principales
- Les Trois Jeunes Détectives

Mary Virginia Carey (19 mai 1925 - 27 mai 1994) était une écrivaine anglo-américaine. Elle est devenue célèbre grâce à sa participation à la série de livres pour la jeunesse Les Trois Jeunes Détectives,.

## Biographie
Née de John Cornelius (ingénieur) et de Mary Alice (Hughes) Carey à New Brighton, en Angleterre, Carey a été amenée aux États-Unis alors qu'elle était bébé et a vécu en Californie, devenant citoyenne naturalisée en 1955.

## Carrière
En 1969, après avoir travaillé avec Walt Disney Productions à l'écriture de novélisations de films Disney, elle a commencé à travailler en free-lance en tant qu'auteur et a réalisé plus de dix livres Trois enquêteurs pour Random House.
Parmi ses autres titres figurent A Place for Allie (1985) qui était basé sur la vie de la mère de Carey et son voyage de la Nouvelle-Écosse à Boston.

## Autres informations
Carey était membre du conseil d'administration de l'American Lung Association ainsi que membre de la Society of Children's Book Writers.

## Publications

### Walt Disney
- The Sword in the Stone (Whitman Publishing Company, 1963) (Merlin l'Enchanteur)
- The Misadventures of Merlin Jones (Whitman Publishing Company, 1964) (v.f. : L'étudiant et le Chimpanzé, Hachette, bibliothèque verte, 1971)
- Mary Poppins (Whitman Publishing Company, 1964)
- The Gnome-Mobile (Whitman Publishing Company, 1967)
- The Jungle Book (Whitman Publishing Company, 1967)
- Blackbeard's Ghost (Whitman Publishing Company, 1968)

### Trois jeunes détectives
- The Mystery of the Flaming Footprints (1971)
- The Mystery of the Singing Serpent (1972)
- The Mystery of Monster Mountain (1973)
- The Secret of the Haunted Mirror (1972), co-written with William Arden
- The Mystery of the Invisible Dog (1973), co-written with William Arden
- The Mystery of Death Trap Mine (1976)
- The Mystery of the Magic Circle (1978)
- The Mystery of the Sinister Scarecrow (1979)
- The Mystery of the Scar-Faced Beggar (1981)
- The Mystery of the Blazing Cliffs (1981)
- The Mystery of the Wandering Cave Man (1982)
- The Mystery of the Missing Mermaid (1983)
- The Mystery of the Two-Toed Pigeon (1983)
- The Mystery of the Trail of Terror (1984)
- The Mystery of the Rogues' Reunion (1985)
- The Mystery of the Creep-Show Crooks (1985)
- The Mystery of the Cranky Collector (1987)

### Divers
- Donald Duck and the Lost Mesa Ranch (Whitman Publishing Company, 1966)
- The Owl Who Loved Sunshine (Golden Books, 1977) ISBN: Modèle:ISBNT / Modèle:ISBNT
- The Secret of NIMH: Mrs. Brisby's Important Package (Golden Books, 1982) ISBN: Modèle:ISBNT / Modèle:ISBNT
- The Gremlins Storybook (Golden Books, 1984) ISBN: Modèle:ISBNT / Modèle:ISBNT
- A Place for Allie (Dodd Mead, 1985) ISBN: Modèle:ISBNT / Modèle:ISBNT